# Wappen von New Brunswick
Das Wappen von New Brunswick wurde der kanadischen Provinz New Brunswick am 26. Mai 1868 durch Königin Victoria verliehen (nur Wappenschild). Königin Elisabeth II. verlieh die übrigen Elemente am 25. September 1984 mit einer formellen Proklamation, aus Anlass der 200-Jahr-Feier der Gründung der Kolonie.

## Blasonierung
Im roten Schildhaupt goldener links schreitender Leopard; darunter auf goldenem Grund eine Galeere mit geblähtem weißem Rahsegel und je einer roten rechts wehenden Flagge am Mast, Bug und Heck; im Schildfuß blaue und weiße Wellen.
Auf dem Schild ein goldener Spangenhelm mit rot-goldenem Wulst und rot-goldener Helmdecke. Auf der goldenen Helmkrone ein springender silberner Lachs mit rot-goldener Krone. Als Schildhalter zwei Weißwedelhirsche mit goldenem Geweih und mit Halskette (die rechte mit Union flag, die linke mit drei goldenen fleur-de-lys auf blauem Grund). Schild und Schildhalter auf grüner Wiese mit Veilchen stehend. Unter dem Postament goldenes Spruchband mit den Majuskeln „SPEM REDUXIT“ als Devise.

## Symbolik
Der goldene Löwe im Schildhaupt entspricht demjenigen im Wappen Englands. Es erinnert einerseits an England, andererseits an das Herzogtum Braunschweig-Lüneburg. Die antike Galeere mit Segel und Ruderriemen symbolisiert die Schifffahrtstradition der Provinz und basiert auf dem Großen Siegel von New Brunswick.
Der gekrönte goldene Helm über dem Wappenschild ist ein Symbol der Souveränität New Brunswicks innerhalb der Kanadischen Konföderation. Helmdecke und Helmwulst sind beide in rot und gold, den Farben Englands. Das Helmkleinod ist ein springender Atlantischer Lachs, der die Edwardskrone als Symbol der Monarchie trägt.
Die beiden Weißwedelhirsche als tragen eine Wampum-Kette des einheimischen Stammes der Maliseet. Daran befestigt sind der britische Union Jack bzw. die französische fleur-de-lys. Diese symbolisieren die Kolonisierung des Gebiets durch das Vereinigte Königreich und Frankreich. Die Schildhalter stehen auf einem grasbedeckten Postament aus Viola cucullata und Straußenfarnen.
Der Wahlspruch lautet Spem reduxit („Hoffnung wiederhergestellt“) und stammt vom Großen Siegel von New Brunswick. Er bezieht sich auf die Gründung der Kolonie als Zufluchtsort der Loyalisten, die sich vor und während des Amerikanischen Unabhängigkeitskriegs hier niederließen.